# Château de Berlats
Ne doit pas être confondu avec Château de Burlats.
Le château de Berlats ou de Berlas, est un château situé à Berlats, dans le Tarn (France). C'est une ancienne bâtisse du XIIIe siècle, assiégée lors des guerres de Religion.

## Historique

### Origine
Le château de Berlats est édifié au cours du XIIIe siècle,. Il pourrait avoir été construit par la famille de Beyne. En effet, celle-ci s'implante en 1242 dans le Languedoc lors du mariage d'Augustin de Beyne et d'Isabelle d'Escroux. Les membres de cette famille sont par la suite titrés de seigneurs d'Escroux et de Berlats, ce qui laisse à penser qu'ils ont possédés à la fois la seigneurie et le château de Berlats.

### Des guerres de Religion à aujourd'hui

Le blason de la famille de Durand de Bonne

Lors des guerres de Religion du XVIe siècle, le château semble appartenir à un seigneur sympathisant des catholiques. En effet, le 5 juin 1569, des troupes huguenotes guidées par le capitaine Ferrières commencent à assiéger la place. Deux jours plus tard, les assaillants reçoivent des renforts venus de Castres, avec deux canons et deux pièces d'artillerie légères. Il faudra attendre jusqu'au 10 juin et quarante-huit coups de canon pour que le château tombe, et que les trente défenseurs soient tués. Le lieu est alors pillé et rasé.
L'édifice est ensuite reconstruit au cours du XVIIe siècle, prenant la forme d'une maison de maître. Au siècle suivante, le domaine appartient à la famille de Durand de Bonne de Sénégats. On trouve Jean-Louis de Durand, seigneur de Berlats, Lacapelle et Escroux en 1720, Augustin de Durand, protestant, en 1745, Jean-Louis-François-Jacques de Durand en 1771 et enfin Joseph-Louis-Daniel en 1783.
La présence d'une unique tour, arasée, témoigne des sévices de la Révolution française.
Le domaine du château possédait un haras, le seul du Tarn, encore en activité aujourd'hui,.

## Architecture
- Si vous ne connaissez pas le sujet, laissez ce bandeau (vous pouvez alors contacter les auteurs).
- Si vous supprimez le contenu mis en cause (vous pouvez préalablement contacter les auteurs),

argumentez précisément cette suppression dans la page de discussion
(un manque de référence n'est pas un argument ; une recherche réelle de référence doit avoir été effectuée, être formellement documentée).
Situé au lieu-dit le Château, le château de Berlats se trouve à proximité du ruisseau Le Berlou. Il se compose d'un corps de logis central, trapu et de plan carré, ainsi que de nombreuses dépendances, s'articulant sous la forme d'un rectangle irrégulier au nord du bâtiment principal.
Ce dernier s'élève sur trois étages, et s'étend sur 30 mètres par 25. Il est surmonté d'un toit en croupe. Il est en mauvais état, et sobrement ornementé, mais présente quelques attiques. Il est flanqué sur sa façade ouest d'une tour semi-circulaire. Celle-ci est arasée au niveau du toit.
Le château est entouré d'un domaine de 29 hectares[source insuffisante].